# Love Profusion
Love Profusion este al patrulea și ultimul single al Madonnei de pe albumul American Life. A fost lansat pe 8 decembrie 2003 în Marea Britanie, Europa și Australia, iar în America de Nord pe 16 martie 2004. Melodia nu a avut un succes la fel de mare ca predecesoarele, atingând poziții moderate în majoritatea țǎrilor, dar a devenit al treailea single consecutiv al artistei care nu a intrat în Billboard Hot 100. Aceasta a ajuns pe locul #3 în Canada, devenind al cincilea hit Top10 de pe acest album în Canada.